# 조니 크루즈

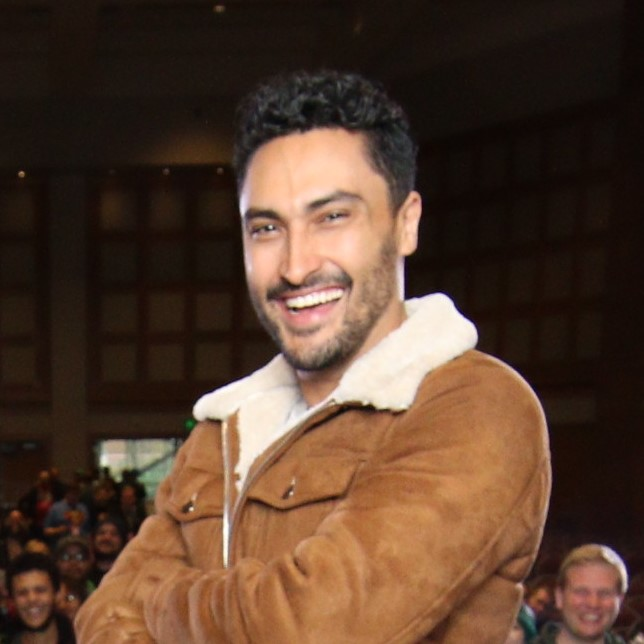

조니 크루즈(Jonny Cruz, 1982년 12월 1일 ~ )는 미국의 배우, 텔레비전 배우, 성우이다.
엘패소에서 태어났다.

## 영화
- 아마겟돈 아메리카 (2016년)
- 인필트레이터스 (2014년)
- 곤 미싱 (2013년)
- 스몰 타이머 (2011년) - 리카도 역
- 더 비콘 (2009년)
- 홀드 (2009년)
- 엑시트 스피드 (2008년)
- 워킹 톨 3 (2007년)
- 미셔너리 맨 (2007년)
- 블랙 호크 다운 - 에스케이프 (2003년)